# Apácatorna
Apácatorna là một thị trấn thuộc hạt Veszprém, Hungary. Thị trấn này có diện tích 7,29 km², dân số năm 2010 là 160 người, mật độ 22 người/km².